# Bruno Bellarmino
Bruno Bellarmino (Olinda, 24 de junho de 1981) é um ator brasileiro.

## Biografia
Bruno Bellarmino nasceu em Olinda, cidade da área metropolitana do Recife em Pernambuco, no dia 24 de junho de 1981. Iniciou sua carreira como ator de televisão no ano de 2014 na série O Negócio da HBO Brasil, e em 2015 fez sua estreia na TV aberta interpretando o personagem Ronaldo Damasceno na série Os Experientes da Rede Globo. Realizou seu primeiro trabalho no cinema em 2016, no filme Gostosas, Lindas e Sexies.

## Filmografia

### Televisão
| Ano  | Título                                      | Papel             | Emissora           | Notas               |
| ---- | ------------------------------------------- | ----------------- | ------------------ | ------------------- |
| 2024 | Estranho Amor                               | Jefferson Santana | AXN e Record       |                     |
| 2023 | Cangaço Novo                                | Gastão Maleiro    | Amazon Prime Video |                     |
| 2021 | Gênesis                                     | General Ekur      | RecordTV           | Fase:Ur dos Caldeus |
| 2020 | Noturnos                                    | Anderson          | Canal Brasil       |                     |
| 2020 | Reality Z                                   | Tysson            | Netflix            |                     |
| 2019 | Rotas do Ódio                               | Tito Ministro     | Universal Channel  |                     |
| 2019 | Rio Heroes                                  | Jair Cabeçada     | Fox Premium        | 2ª Temporada        |
| 2018 | Carcereiros                                 | Vagner            | Rede Globo         |                     |
| 2018 | 3%                                          | Gerson            | Netflix            |                     |
| 2018 | Natureza Morta                              | Mauro Pitbull     | Amazon Prime Video |                     |
| 2018 | Mil Dias – A Saga da Construção de Brasília | Heitor            | History            |                     |
| 2018 | Rio Heroes                                  | Jair Cabeçada     | Fox Premium        | 1ª Temporada        |
| 2017 | O Homem da sua Vida                         | Max               | HBO Brasil         |                     |
| 2016 | Supermax                                    | Luizão            | Rede Globo         |                     |
| 2016 | Unidade Básica                              | Demerval          | Universal Channel  |                     |
| 2015 | Os Experientes                              | Ronaldo Damasceno | Rede Globo         |                     |
| 2014 | O Negócio                                   | Homem da câmera   | HBO Brasil         |                     |
| 2014 | Psi                                         | Otávio            | HBO Brasil         |                     |

### Cinema
| Ano  | Título                    | Personagem | Notas |
| ---- | ------------------------- | ---------- | ----- |
| 2020 | Dente por Dente           | Camargo    |       |
| 2018 | O Último Jogo             | Expedito   |       |
| 2017 | Gostosas, Lindas & Sexies | Hércules   |       |